# Domus Academica

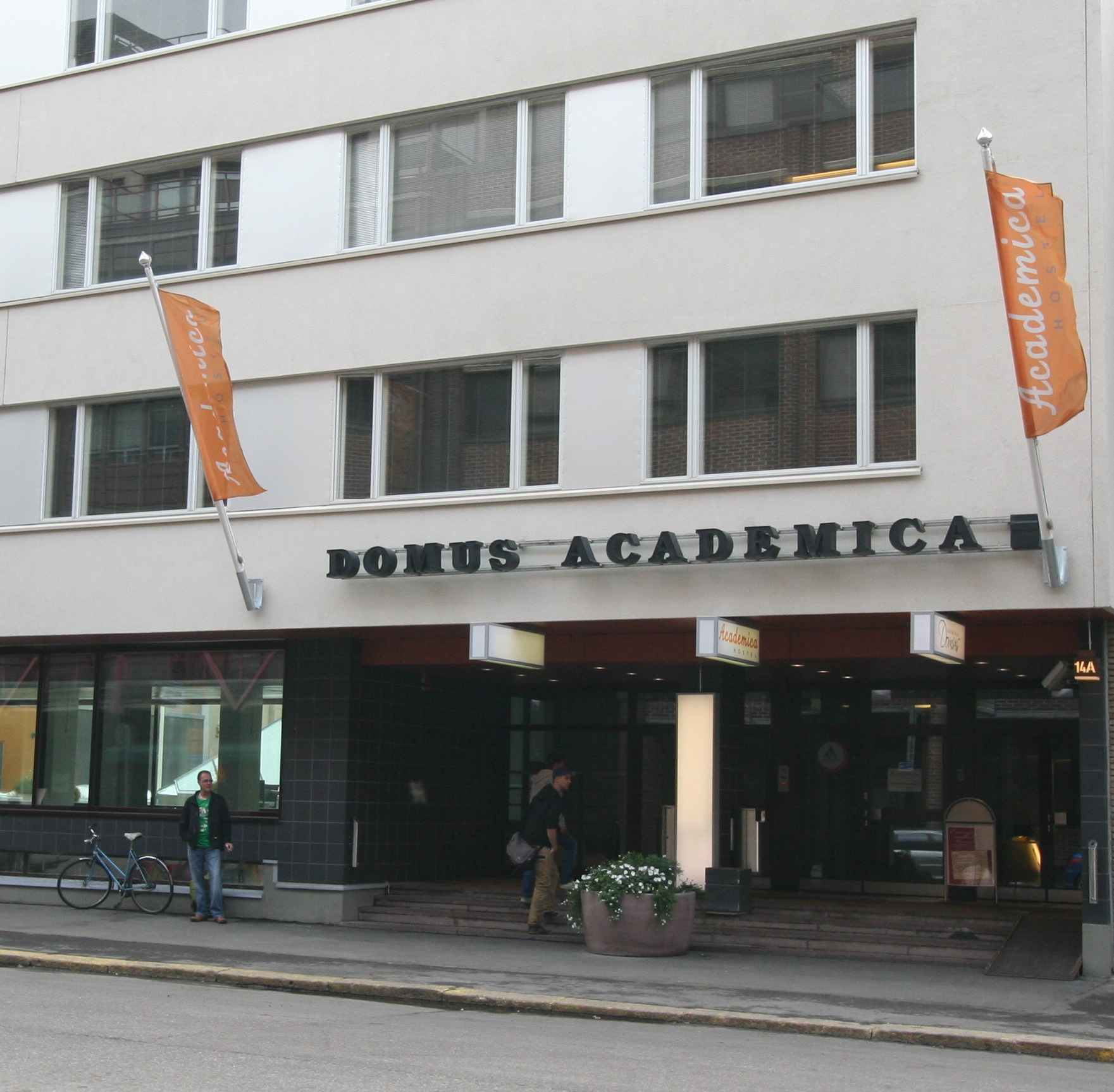
Entré

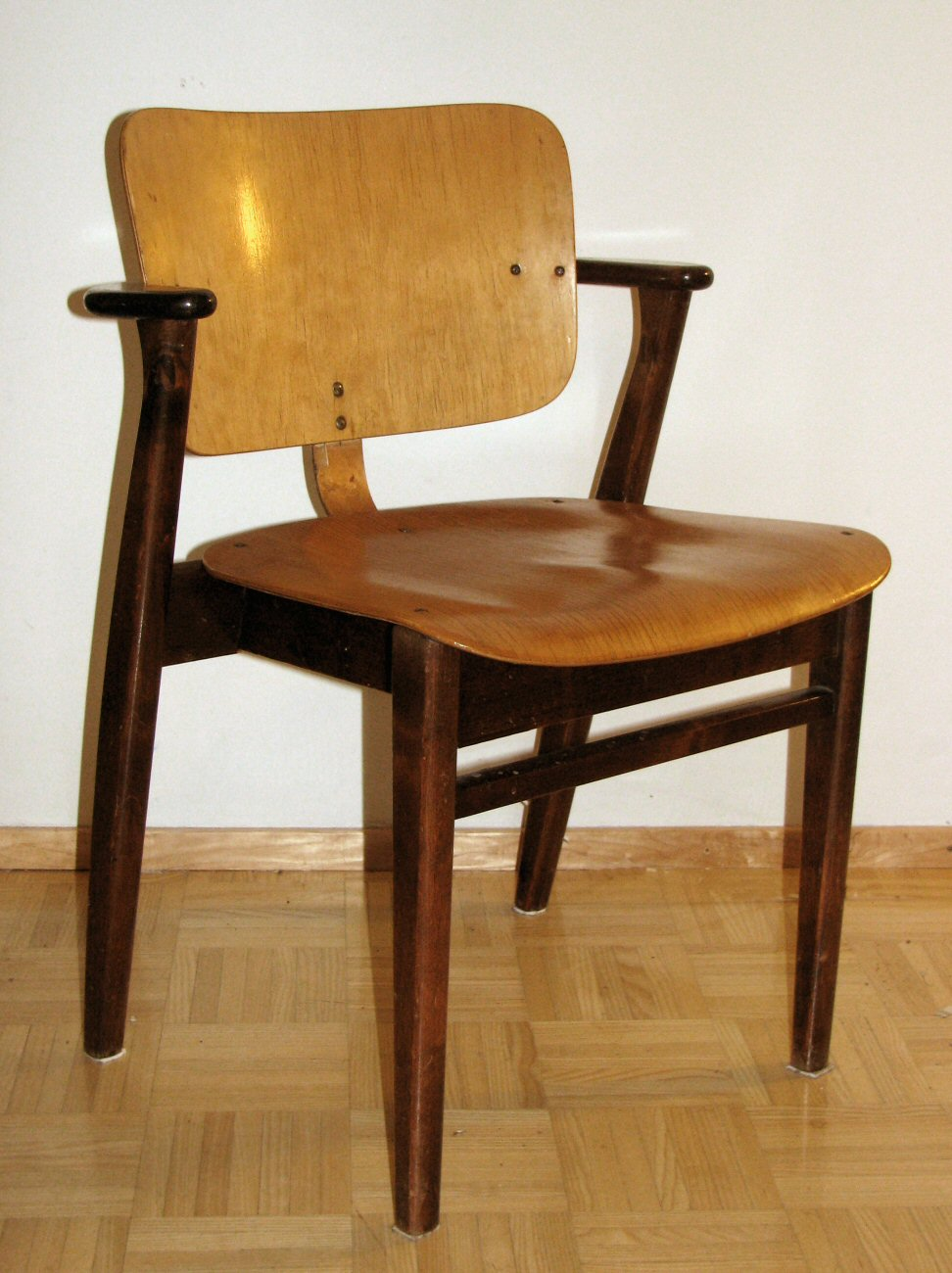
Domus-stolen, som formgavs av Ilmari Tapiovaara för Domus Academica

Domus Academica, eller Domma, är ett tidigare studentbostadshus och tidigare sommarsäsongvandrarhem i Främre Tölö  i Helsingfors, som ägs av Studentkåren vid Helsingfors universitet. I det intilliggande kvarteret finns studentkårhuset Domus Gaudium, som ägs av studentkåren och "Stiftelsen Svenska Handelshögskolan". Fastigheten består av fyra byggnader: A- och B-byggnaderna färdiga 1947, C-byggnaden från 1952 och D-byggnaden från 1968. Av dessa inrymde C-byggnaden när den färdigställdes förläggning för Olympiska sommarspelen 1952 i Helsingfors.
Huset hade som studenthem enrumslägenheter för ungefär 300 studenter. Sommartid inrymde huset Finlands största sommarvandrarhem med över 300 rum fram till 2020, då verksamheten lades ner på grund av coronapandemin. Efter nedläggningen av vandrarhemmet gjordes lägenheterna om till ett lägenhetshotell med namnet Both Helsinki. Utöver lägenheterna rymmer Domus Academica klubblokaler för studentorganisationer samt institutionslokaler, restauranger och andra affärslokaler.
Huset ritades av Pauli Salomaa och inredningsarkitekter var Ilmari Tapiovaara och hans fru Annikki Tapiovaara. Den mest känd av möblerna formgivna av Tapiovaara är stolen Domus från 1946.